# Rhinusa tetra

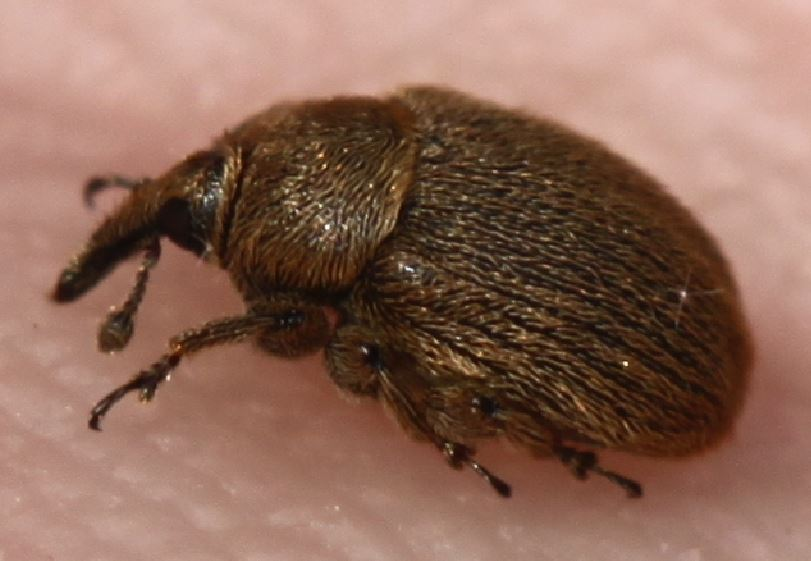
Rhinusa tetra

Rhinusa tetra ist eine Käfer-Art aus der Familie der Rüsselkäfer.

## Merkmale
Die Käfer sind zwischen 1,5 und 5,5 Millimeter lang. Die große Längenvarianz erklärt sich durch die ausgeprägte Neigung von Rhinusa tetra zur Bildung von Unterarten. Ihr oval-förmiger schwarzer Körper ist mit weißlichen, gelblichen oder hellbraunen Härchen bedeckt. Der Halsschild ist an seiner breitesten Stelle deutlich mehr als zweimal so breit wie am Vorderrand. Von anderen Rhinusa-Arten unterscheidet sich die Art durch den relativ breiten Körperbau, so dass die Käfer stämmiger erscheinen.

## Verbreitung
Rhinusa tetra kommt in Mittel- und Südeuropa vor. Im Osten reicht ihr Vorkommen bis in den Kaukasus und nach Sibirien. In Nordamerika wurde die Art im 20. Jahrhundert eingeschleppt. Mittlerweile wird sie an bestimmten Orten gezielt zur biologischen Schädlingsbekämpfung gegen die eingeschleppte Kleinblütige Königskerze eingesetzt.

## Lebensweise
Zu den Wirts- und Nahrungspflanzen von Rhinusa tetra gehören verschiedene Vertreter der Königskerzen (Verbascum) und Braunwurzen (Scrophularia), insbesondere die Kleinblütige Königskerze (Verbascum thapsus) und die Wasser-Braunwurz (Scrophularia auriculata). Als eine weitere Wirtspflanze gilt die Gewöhnliche Seidenpflanze (Asclepias syriaca). Die Imagines beobachtet man zwischen Mai und September. Die Larven minieren an den Stängeln ihrer Wirtspflanzen.

## Gefährdung
Die Art gilt in Deutschland als ungefährdet.

## Taxonomie
In der Literatur finden sich noch folgende Synonyme und nicht mehr verwendete Schreibweisen:
- Curculio tetra Fabricius, 1792
- Gymnetron tetrum (Fabricius, 1801)
- Rhinusa tetrum
- Cleopomiarus tetrum